# 이극균
이극균(李克均, 1437년 ~ 1504년)은 조선의 문신이다. 본관은 광주(廣州), 자는 방형(邦衡)이다.

## 생애
집(集)의 증손이며, 할아버지는 지직(之直)이다. 아버지는 우의정 인손(仁孫)이며, 어머니는 노신(盧信)의 딸이다.
1456년(조선 세조 2) 식년시(式年試) 정과(丁科) 23위, 전체 33위로 급제하였다. 무예도 뛰어나 세조의 총애를 받고 선전관이 되었다.
1459년 성균관 주부, 회령도사·지평, 도체찰사의 종사관을 역임하였다. 이듬해 김구(金鉤)·최항·정인지 등과 함께 《교정손자주해》(校正孫子註解)를 찬하였다.
1467년 부호군으로 만포절제사(滿浦節制使)가 되었다. 건주위 정벌에서 공을 세워 3등공신이 되어 노비 6구를 받았다.
1472년(성종 3) 천추사로 명나라에 다녀왔다. 이후 호조참판과 사헌부대사헌 등을 했고 이어 1474년에 전라도관찰사, 1477년에 평안도관찰사, 1479년에 강원도관찰사가 되었다.
1484년 대사헌을 거쳐 1486년에는 형조판서에 올랐다. 이어 병조판서·형조판서·한성부판윤·의금부당상·이조판서를 역임하였다.
1495년(연산군 1) 평안도관찰사를 거쳐 1498년에는 좌찬성이 되었고, 이듬해에는 경변사(警邊使)로 나갔다. 1500년에 우의정이 되었다. 이듬해 좌의정 성준과 함께 《서북제번기》(西北諸蕃記)와 〈서북지도〉(西北地圖)를 편찬하였다.
1502년에 영의정 및 좌의정과 함께 시폐십조(時弊十條)를 왕에게 상소하였다. 1503년에는 좌의정이 되었다. 여러 차례 연산군의 황음(荒淫)을 바로잡으려고 애쓴 것이 화근이 되어, 이듬해 갑자사화 때 조카 이세좌와 함께 연루되어 인동(仁同)으로 귀양갔다가 사사(賜死)되었다. "신의 나이 70이 다 되고, 몸에 병이 쌓여 있으니, 죽어도 다른 생각이 없겠습니다만, 신이 소시부터 변방에서 일하였으며, 나라 일에는 크고 작은 것 없이 모두 진심 갈력하였습니다. 신이 반복하여 생각해 보아도, 한가지 죄도 없습니다. 이 말을 주상께 전달하기 바랍니다."라고 유언을 남기고 사사되었다. 뒤에 신원(伸冤)되었다.

## 가족 관계
- 증조부 : 이집(李集, 1327년 ~ 1387년), 호는 둔촌
  - 할아버지 : 이지직(李之直), 이조참의, 호 탄천
    - 백부 : 이장손(李長孫, 1390 - 1429)
      - 사촌 : 이극규(李克圭, 병조참의, 대사헌)

    - 숙부 : 이예손(李禮孫, ? - 1459, 관찰사)
      - 사촌 : 이극기(李克基, 1426 - 1491, 참판)
      - 사촌: 이극견(李克堅, 통례원좌통례)

    - 아버지 : 이인손(李仁孫), 우의정
    - 어머니 : 노신(盧信)의 딸
      - 형님 : 이극배(李克培), 광릉부원군, 영의정(성종~연산군)
      - 형님 : 이극감(李克堪), 호조판서
        - 조카 : 이세좌(李世佐), 이조판서
        - 조카 : 이세우(李世佑)
        - 조카 : 이세걸(李世傑)

      - 형님 : 이극증(李克增), 광천부원군, 우찬성
      - 형님 : 이극돈(李克墩), 광원군, 좌찬성
        - 조카 : 이세전(李世銓, 부사)
        - 조카 : 이세경(李世銓, 돈령부 첨정)
        - 조카 : 이세정(李世貞, 1461 - 1529, 도승지,전라감사)

      - 부인 : 이철근(李鐵根)의 딸